# Ridouane Chahid
Ridouane Chahid (Ukkel, 12 augustus 1977) is een Belgisch politicus voor de PS.

## Levensloop
Chahid is van Marokkaanse afkomst.
In navolging van zijn vader Mohammadi Chahid werd Ridouane Chahid politiek actief voor de PS. Na enkele jaren ambtenaar te zijn geweest in de gemeentelijke administratie van Sint-Jans-Molenbeek werkte hij van 2003 tot 2013 als adviseur voor federaal minister Laurette Onkelinx en was daarna van 2013 tot 2014 adjunct-directeur op het kabinet van Brussels minister-president Rudi Vervoort. Als kabinetsmedewerker verdiepte hij zich in de thema's mobiliteit, leefmilieu, energie en duurzame ontwikkeling. Tevens zetelde hij van 2004 tot 2014 in de raad van bestuur van de openbare vervoersmaatschappij MIVB, waar hij van 2008 tot 2014 ondervoorzitter van was.
Bij de gemeenteraadsverkiezingen van oktober 2012 was Chahid kandidaat-gemeenteraadslid te Evere. Hij werd niet rechtstreeks verkozen, maar kon toch onmiddellijk zetelen als vervanger van Mathieu Vervoort, de zoon van burgemeester Rudi Vervoort die door de lokale kiesregels niet samen in de gemeenteraad mochten zetelen. Van 2012 tot 2020 was hij er schepen van Mobiliteit, Sport, Personeel en Preventie en na de gemeenteraadsverkiezingen van oktober 2018, toen hij eerste schepen werd, kreeg hij tevens bevoegdheden Jeugd, Stedenbouw, Leefmilieu en Public Relations. Nadien was Chahid van januari 2020 tot december 2024 waarnemend burgemeester van Evere ter vervanging van Brussels minister-president Rudi Vervoort. Bij de gemeenteraadsverkiezingen van oktober 2024 voerde Chahid de Lijst van de Burgemeester aan in Evere, die een coalitie sloot met de liberale MR. Vanwege de invoering van de integrale decumul van parlementaire en uitvoerende lokale mandaten, besliste Chahid echter om niet opnieuw burgemeester te worden en voor zijn ambt als parlementslid te kiezen. Wel bleef hij actief in de lokale politiek als voorzitter van de gemeenteraad van Evere.
Van 2014 tot 2024 zetelde Chahid eveneens in het Brussels Hoofdstedelijk Parlement. Als Brussels Parlementslid ging hij zich toeleggen op economische onderwerpen, energie, leefmilieu, huisvesting, tewerkstelling en ruimtelijke ordening en werd hij een actief lid van de commissies Financiën, Algemene Zaken en Territoriale Ontwikkeling. Van juli 2019 tot aan het einde van zijn mandaat in 2024 was hij er voorzitter van de PS-fractie.
Bij de federale verkiezingen van juni 2024 kreeg Ridouane Chahid de tweede plaats toegewezen op de PS-lijst in de kieskring Brussel-Hoofdstad en werd hij verkozen in de Kamer van volksvertegenwoordigers, waar hij actief werd in de commissie Binnenlandse Zaken, Veiligheid, Migratie en Bestuurszaken.